# Jamie
Jamie je unisexní (obourodé) křestní jméno odvozené od jména James. Jméno Jamie je používáno v anglicky mluvících zemích. V České republice žije 33 lidí se jménem Jamie.

## Lidé

### Muži
- Jamie Adams (* 1987) skotský fotbalista
- Jamie Baillie (* 1966) kanadský politik, bývalý prezident a generální ředitel společnosti Credit Union Atlantic
- Jamie Bamber (* 1973) anglický herec
- Jamie Baulch (* 1973) britský sprinter a televizní moderátor
- Jamie Bell (* 1986) anglický herec
- Jamie Benn kanadský hokejista
- Jamie Boreham (* 1978) profesionální kanadský fotbalista
- Jamie Briggs (* 1977) australský politik
- Jamie Buhrer (* 1989) australský hráč ragby
- Jamie Carragher (* 1978) anglický fotbalista
- Jamie Chadwick (* 1998) britský motoristický závodní řidič
- Jamie Coleman (* 1975) americký fotbalový hráč
- Jamie Cook (* 1985) kytarista skupiny Artic Monkeys
- Jamie Cope (* 1985) anglický hráč snookru
- Jamie Crombie (* 1965) americko-kanadský hráč squashe
- Jamie Cullum (* 1979) anglický klavírista, zpěvák a textař
- Jamie DeWolf (* 1977) americký básník
- Jamie Dimon (* 1956) generální ředitel a předseda společnosti JPMorgan Chase & Co.
- Jamie Dornan (* 1982) irský model, herec a hudebník
- Jamie Draven (* 1979) anglický herec
- Jamie Durie (* 1970) australská televizní osobnost
- Jamie Farr (* 1934) americký herec
- Jamie Foreman (* 1958) britský herec
- Jamie Foxx (* 1967) americký herec a hudebník
- Jamie Gillis (1943–2010) americká porno hvězda
- Jamie Gold (* 1969) americký televizní producent a hráč pokeru
- Jaymie Graham (* 1983) australský rozhodčí
- Jamie Harris (* 1979) waleský fotbalista
- Jamie Hendry (* 1985) britský divadelní producent
- Jamie Hewlett (* 1968) spisovatel komiksů a spoluzakladatel kapely Gorillaz
- Jamie Hyneman (* 1956) americký televizní spolumajitel MythBusters (Bořičů mýtů)
- Jamie Johnston (* 1989) kanadský herec
- Jamie Kennedy (* 1970) americký komik a herec
- Jamie King (* 1972) britský herec
- Jamie Korab (* 1979) kanadský hráč curlingu
- Jamie Langenbrunner (* 1975) americký hráč NHL
- Jamie Lewis (* 1991) velšský hráč šipek
- Jamie Lidell (* 1973) anglický hudebník a zpěvák
- Jamie Lyon (* 1982) australský hráč ragby
- Jamie Masters (* 1955) kanadský lední hokejista
- Jamie McGonnigal (* 1975) americký herec
- Jamie McMurray (* 1976) americký pilot NASCAR
- Jamie McNeair (* 1969) Američan
- Jamie Meder (* 1991) americký fotbalista
- Jamie Moore (* 1978) anglický boxer v důchodu
- Jamie Moore (* 1985) anglický žokej
- Jamie Moyer (* 1962) hráč baseballu
- Jamie Murray (* 1986) skotský tenisový hráč
- Jamie O'Neill (* 1962) irský spisovatel
- Jamie Oliver (* 1975) televizní kuchař
- Jamie Park (* 1997) jihokorejský zpěvák
- Jamie Parker (* 1979) anglický herec
- Jamie Redknapp (* 1973) anglický fotbalista
- Jamie Reid (* 1947) anglický anarchistický umělec
- Jamie Roberts (* 1986) velšský ragbista
- Jamie Soward (* 1984) australský hráč Rugby league
- Jamie Spencer (* 1980) irský žokej
- Jamie Theakston (* 1970) anglický televizní a rozhlasový moderátor
- Jamie Thomas (* 1974) americký skateboardista
- Jamie Travis (* 1979) kanadský režisér
- Jamie Vardy (* 1987) anglický fotbalista
- Jamie Walsh anglický hráč ragby
- Jamie Wilkinson zakladatel Know your Meme

### Ženy
- Jamie Anne Brownová rodné jméno americké herečky Jamie Anne Allmanové
- Jamie Chungová (* 1983) americká herečka
- Jamie Claytonová (* 1978) americká modelka a herečka
- Jamie Lee Curtisová (* 1958) americká herečka
- Jamie Loebová (* 1995) americká hráčka tenisu
- Jamie O'Brienová (královna) (* 1988) Miss Maryland Teen USA
- Jamie O'Nealová (* 1966) australská country zpěvačka
- Jamie Reidová (* 1983) americká plavkyně
- Jamie Roseová (* 1959) americká herečka
- Jamie Saléová (* 1977) kanadská krasobruslařka
- Jamie-Lynn Siglerová (* 1981) americká herečka
- Jamie Silversteinová (* 1983) americká krasobruslařka
- Jamie Renée Smithová (* 1987) americká herečka
- Jamie Lynn Spearsová (* 1991) americká herečka